# Niels Jørgensen (fodboldspiller)
 For alternative betydninger, se Niels Jørgensen. (Se også artikler, som begynder med Niels Jørgensen)
Niels Christian Jørgensen (født 24. januar 1971 i Aarhus) er en dansk fodboldspiller.

## Karriere
I en tidlig alder var Niels Christian til prøvetræning i Glasgow Rangers. Han spillede det meste af sin karriere i AaB, inden han i 1995 skiftede til AGF. Her spillede han i tre år frem til 1998, hvor han skiftede til Aarhus Fremad. Han spillede samlet over 200 kampe i den bedste danske fodboldrække.
Han var en del af Danmarks trup til Sommer-OL 1992, hvor han spillede alle kampe. 
Niels Christian Jørgensen stoppede sin karriere i en tidlig alder grundet mange skader.

## Personlige forhold
I dag arbejder Niels Christian Jørgensen på Brøruphus Efterskole. I 2009 blev han ansat som målmandstræner for BMI.